# 神具
1. 折敷
2. 霊璽

神具（しんぐ）とは、神道の祭祀に用いられる道具、または器具をいう。

## 素材
神具として作られる素材としては、木製のものは白木（しらき）で作られることが多く、そのほか金属製（真鍮）、白い陶器も使われることが多い。

## 主な神具

### 神棚

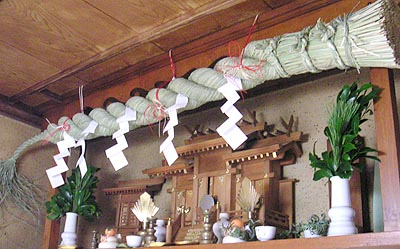
注連縄の飾られた神棚

神棚とは、主に壁の上方に天井から吊るしたり、鴨居を利用したりして作られ、東向きまたは南向きに作られることが多い。なお、神棚が作れない場合は、箪笥などの上を利用して作られることもある。
宮形（みやがた）
神社の社殿建築（本殿）を模して作られたもので、通常は白木で造られる。一社造り、三社造り、七社造りなどがあるほか、神明造りや箱に入ったような箱宮などもある。通常の家庭では、一社造りまたは三社造りの宮形が使用されることが多い。神札（大麻）の祀り方としては、一社造りでは伊勢神宮（天照皇大神宮）の神札（大麻という）を一番前にして氏神神社の神札、日常信仰する神社の神札の順で祀る。三社造りでは中央に伊勢神宮の神札（大麻）を祀り、向かって右に氏神神社の神札、左に日常信仰する神社の神札を祀る。ただし出雲大社の場合は「中央に伊勢神宮の神札（大麻）、向かって右に出雲大社の神札（御玉串）、左に氏神神社の神札」を祀る。

### 注連縄

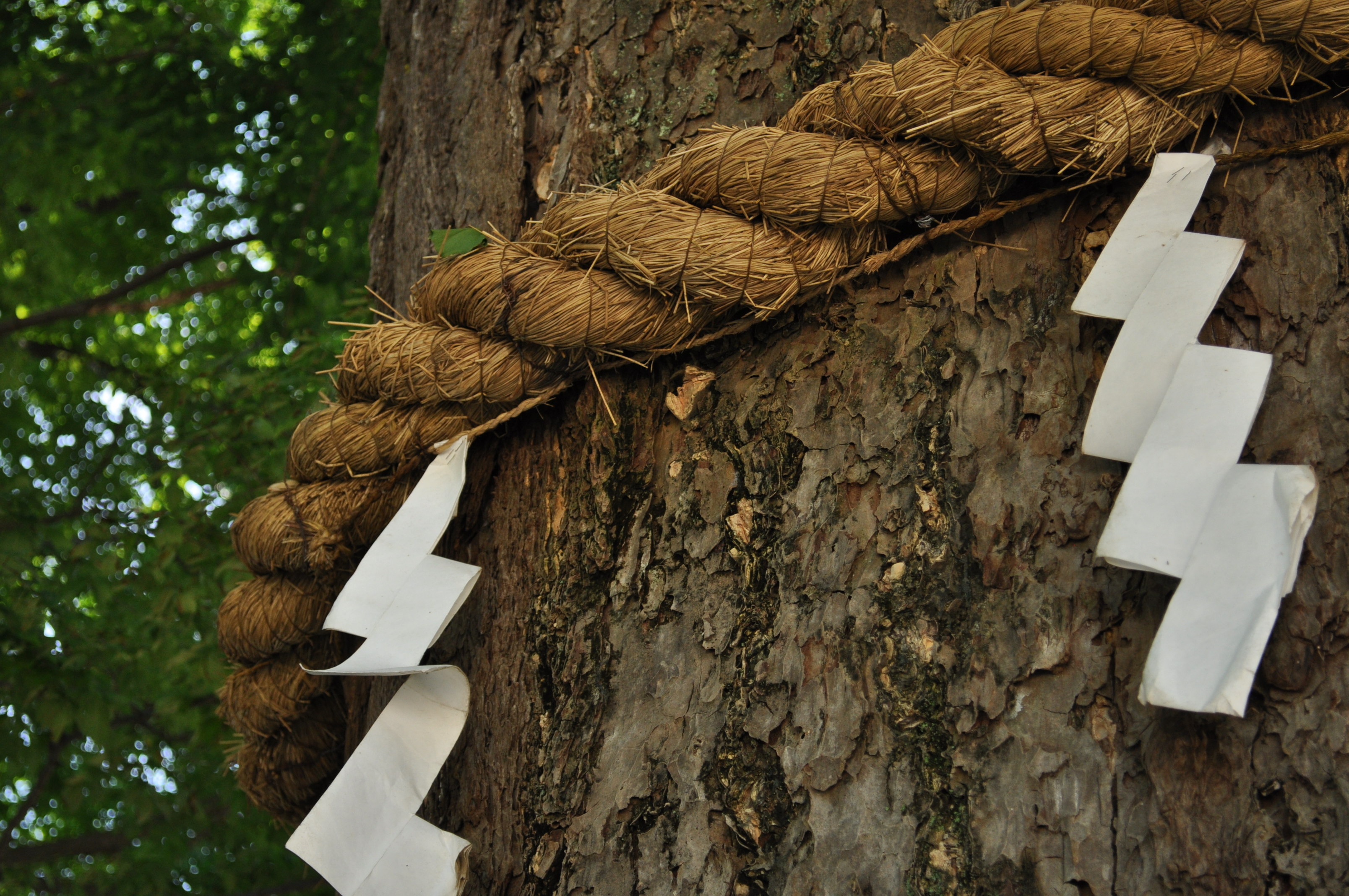
木に取り付けられた注連縄

注連縄（しめなわ）とは、稲藁で作られた縄に四本の紙垂（しで）を垂らしたもので、聖域を分かつために用いられる。

### 神鏡

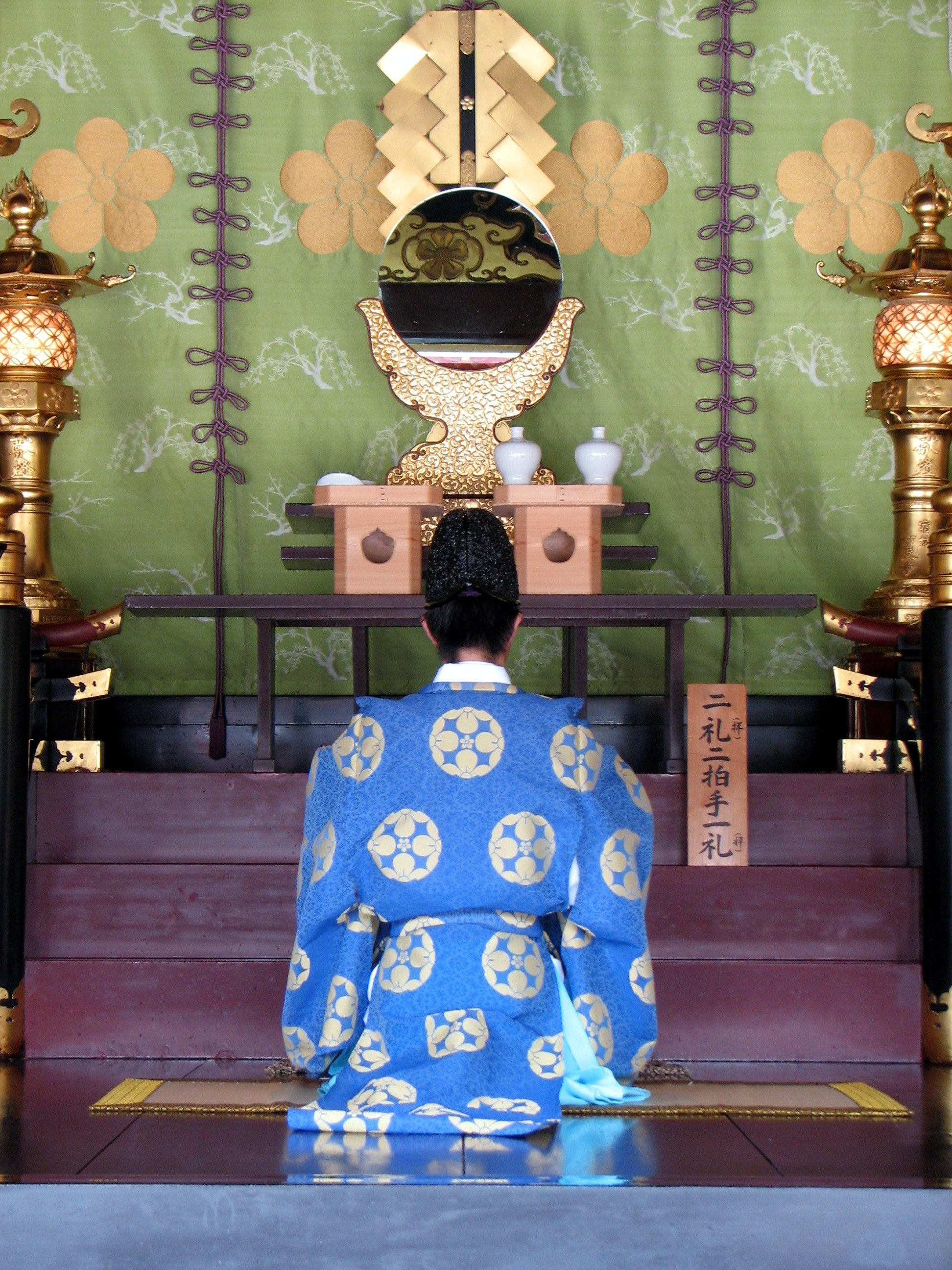
太宰府天満宮の神鏡

神鏡（みかがみ）とは、神社や神棚などに納められる、円形の薄い鏡である。通常鏡を支える台とともに用いられる。

### 三方

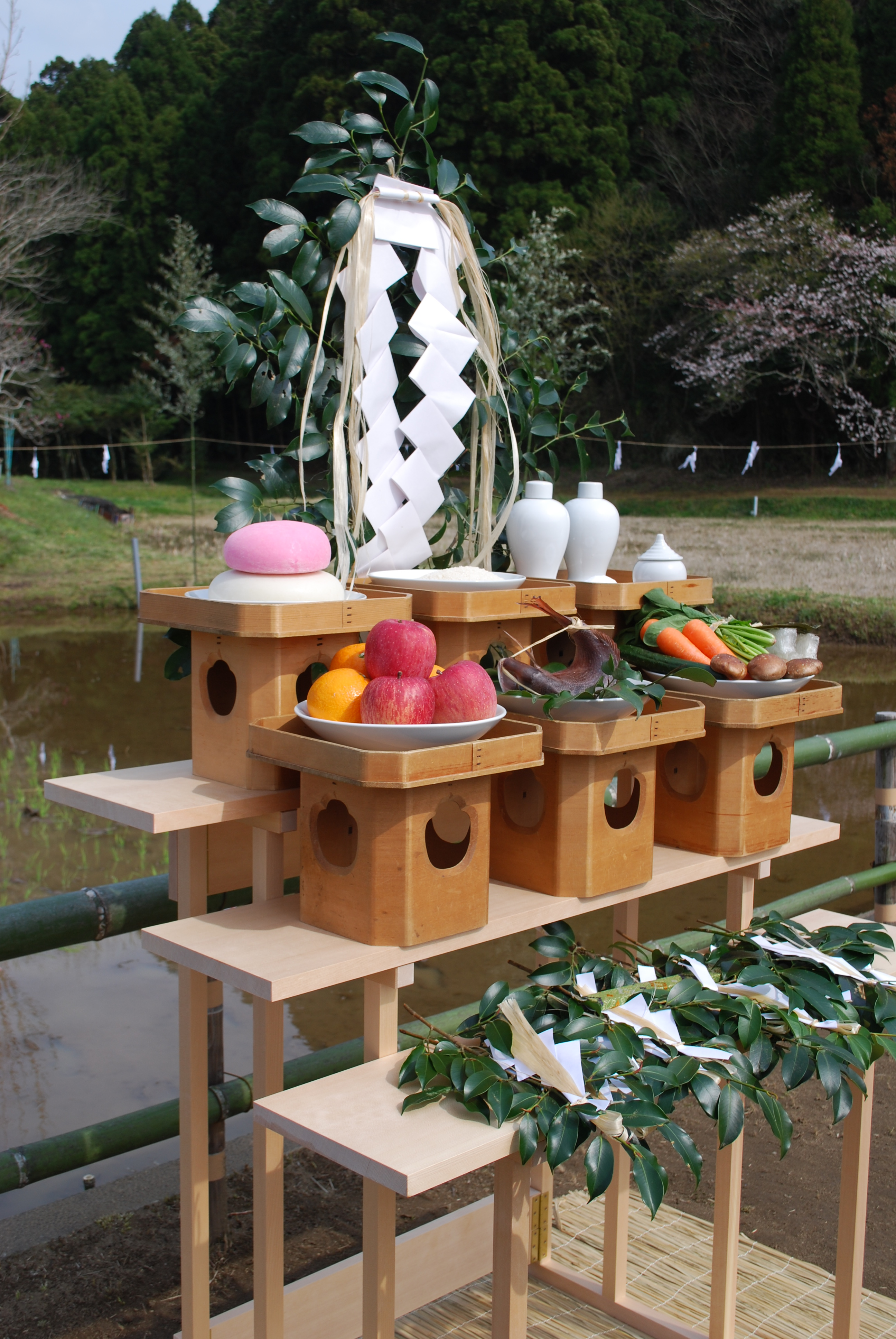
三方に載せられた神饌

三方（さんぼう）とは、神饌を供えるために用いられる白木造りの台である。

### 土器

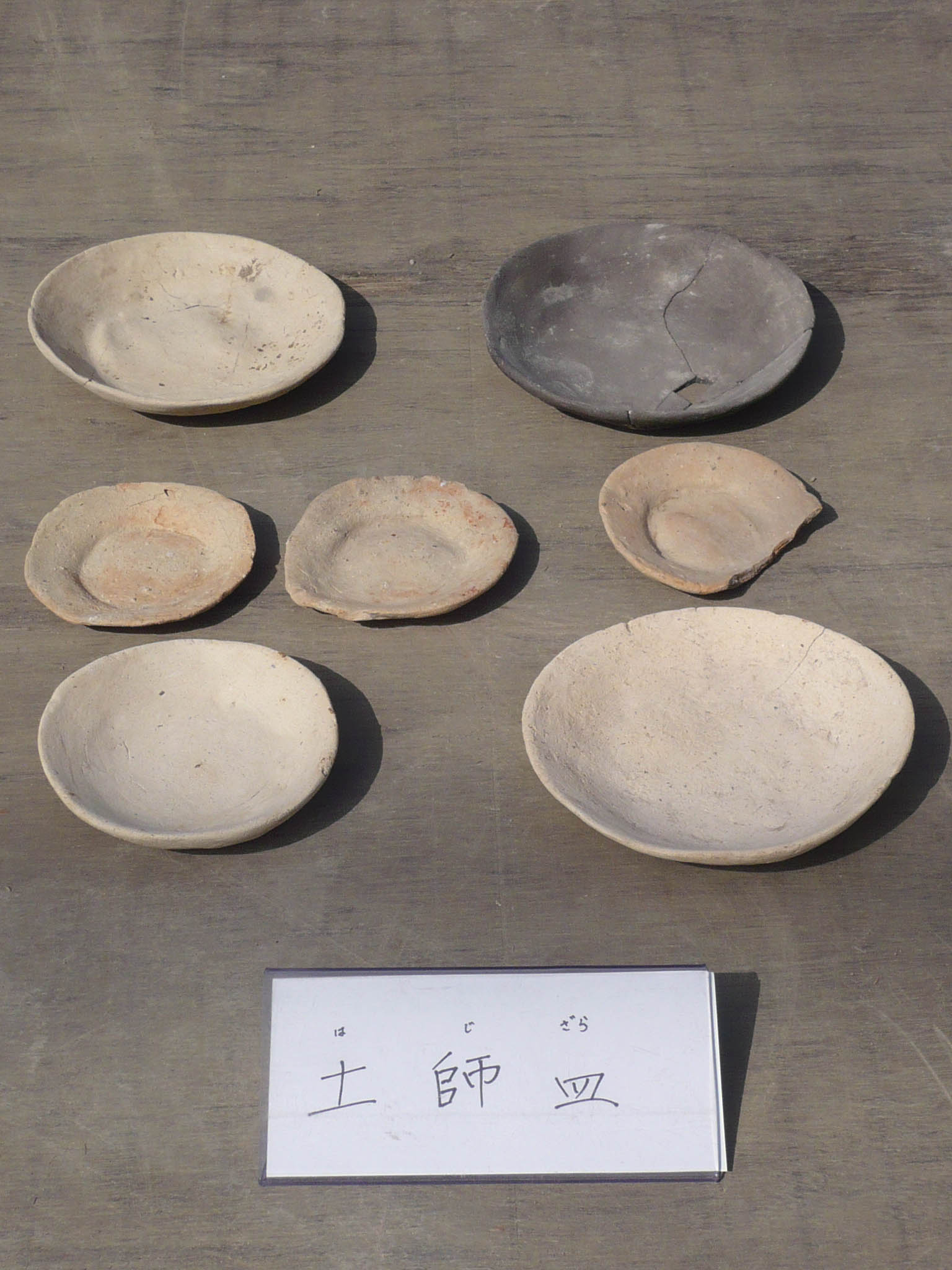
奈良県大和郡山市筒井城出土のかわらけ（土師皿）

土器（かわらけ）とは、神に供える神酒や塩・水を入れるための器で、素焼きの土器（どき）である。

### 灯明
三本の棒を組み合わせ、脚をつけた灯明皿または燭台が用いられる。

### 榊立て

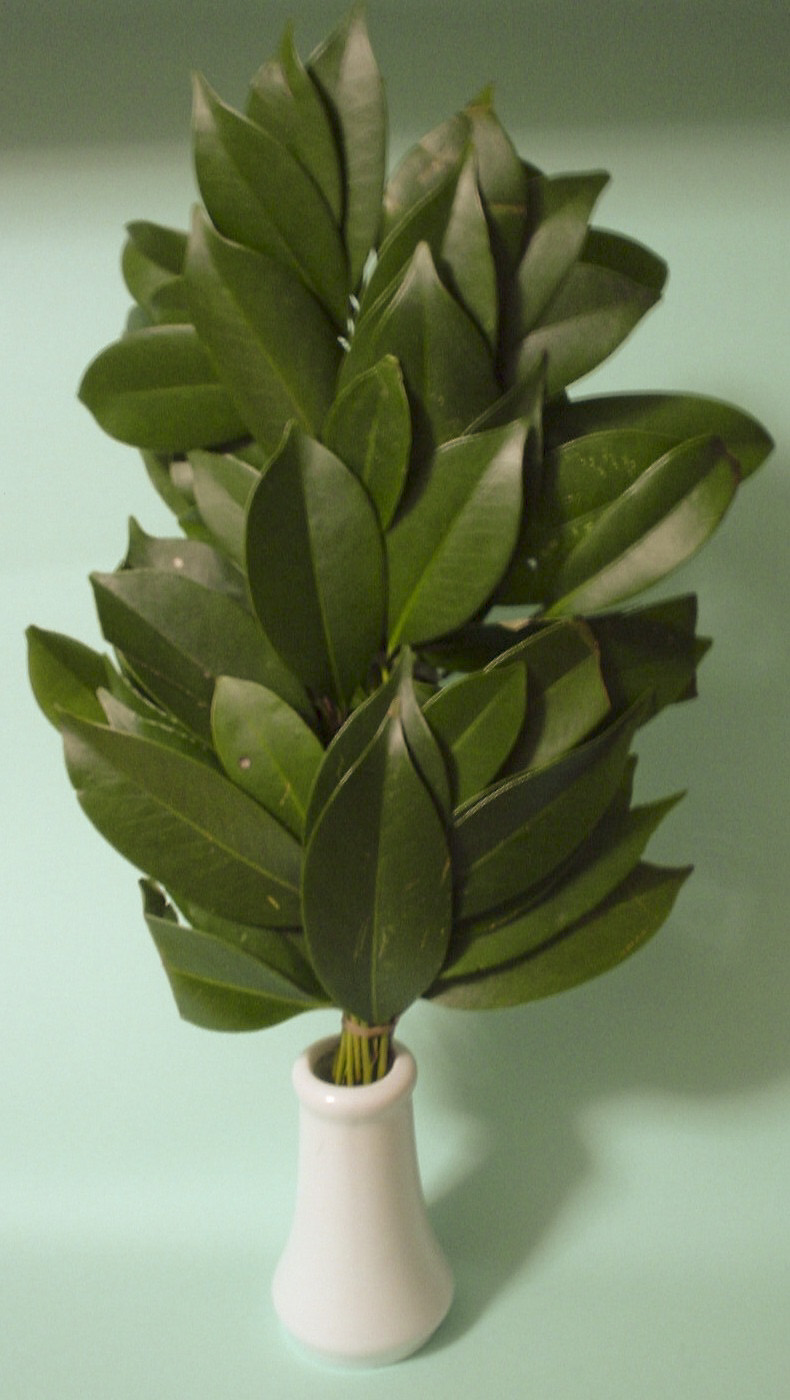

榊立て（さかきたて）とは、榊を供えるための陶器製の花立である。白木または陶器製の井桁と組み合わせて用いられることが多い。

### 御幣

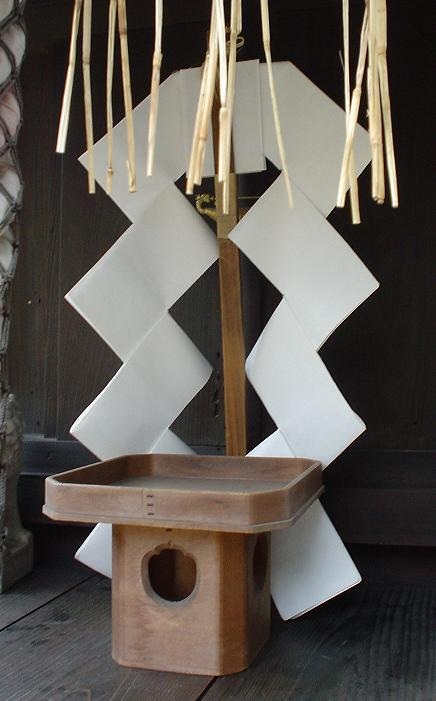
三方とその後方にある御幣

御幣（ごへい）とは、紙や布などを用いた依代である。古くは紙や布は貴重であり、感謝のために木に挟み奉げた儀式が転じ、依代と認識されるようになったと考えられている。

### 大麻

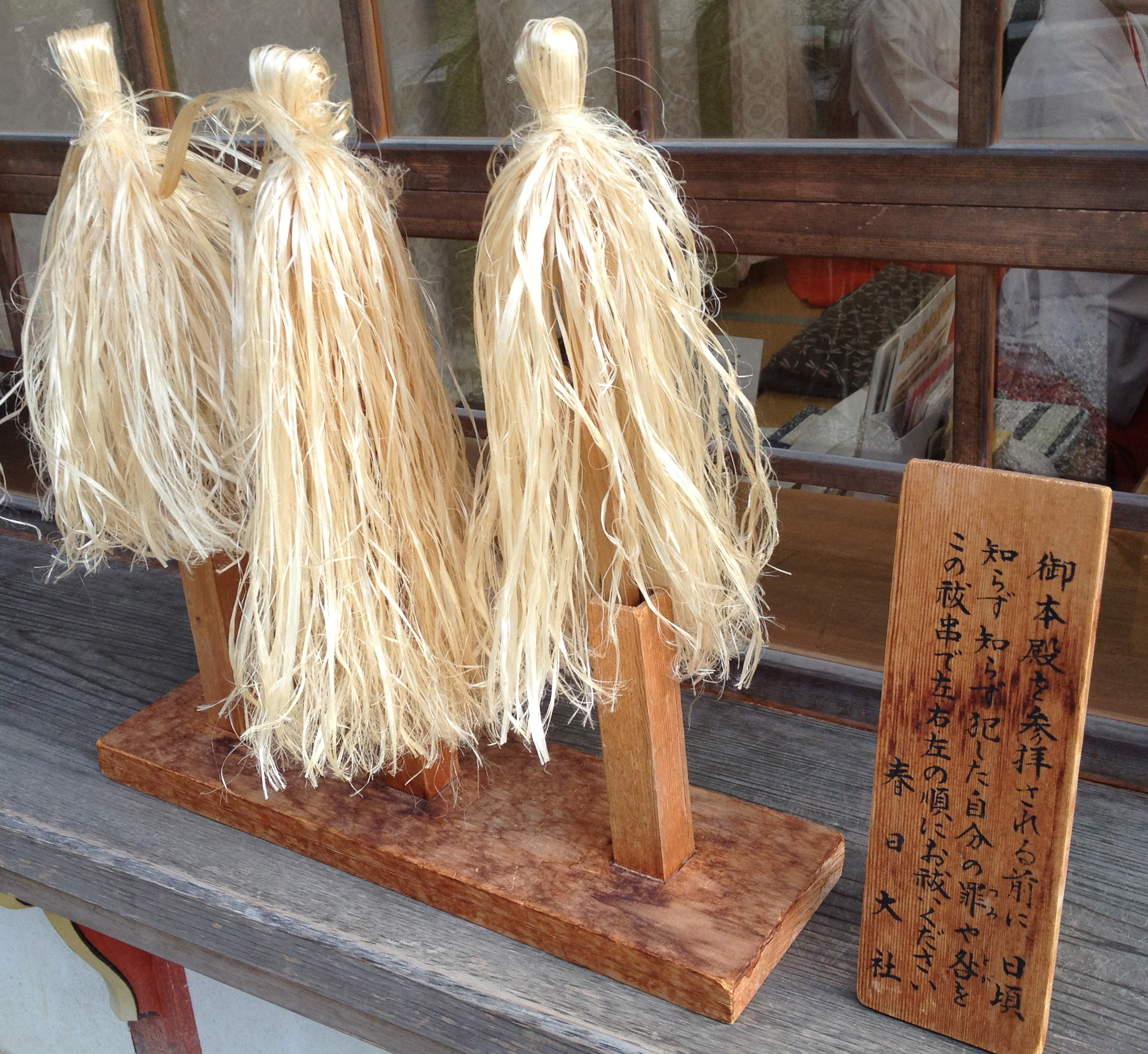
春日大社の本殿前に置いてある大麻

大幣（おおぬさ）とは、身を清める修祓（しゅばつ）のために用いる道具である。

### 祖霊舎
（御霊屋・神徒檀）
神棚が神を祭るものに対し、各家庭の先祖代々の霊を祀るためのものである。

### 霊璽

画像募集中

霊璽（れいじ）とは御霊代（みたましろ）または神主（しんしゅ）とも呼ばれ、仏教における位牌に相当する、故人の霊の依り代となるものである。通常白木で造られ、柱の形であり、死者の諡を記す。位牌と同じく故人一人ひとりに作られるものと、繰り出し位牌のように数人の故人をまとめた霊璽もある。なお、霊璽には位牌と異なり霊璽を覆うカバーのようなものがあり、中身を木主（ぼくしゅ、もくしゅ）とも言う。

### 案

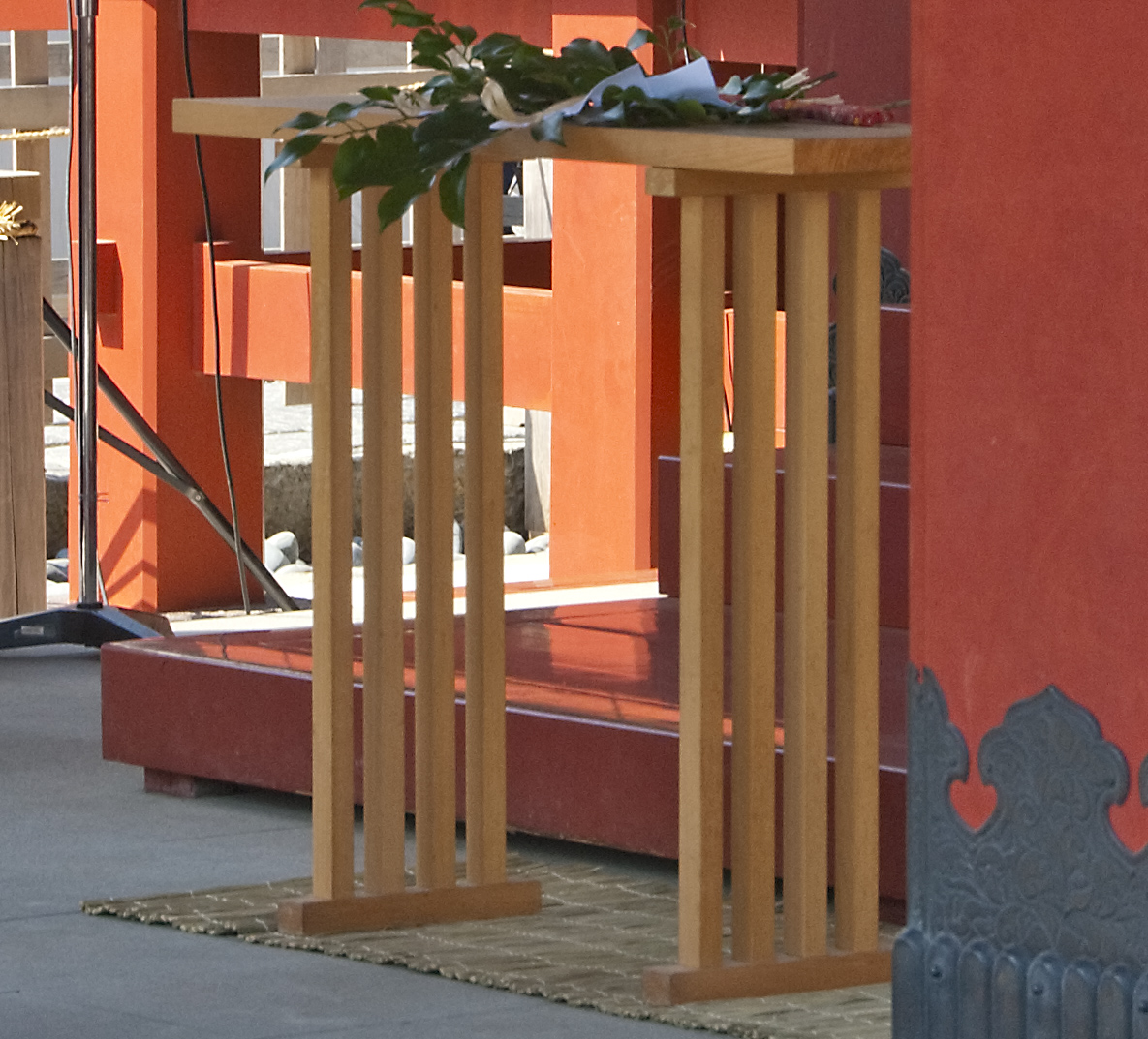
玉串の載せられた案

案（あん）とは、神社の社殿または主に神道における行事（結婚式や地鎮祭・葬儀などの神事）で使用されるもので、主に白木で作られた机または台である。通常片方に四本ずつ脚をもち、左右で八本の足があることから八足案とも呼ばれる。玉串や神饌などを置く台として使用され、用途によって玉串案・神饌案などと称されることもある。
春日大社などの社では黒木から作られた案が春日祭などで用いられている。

### 高坏

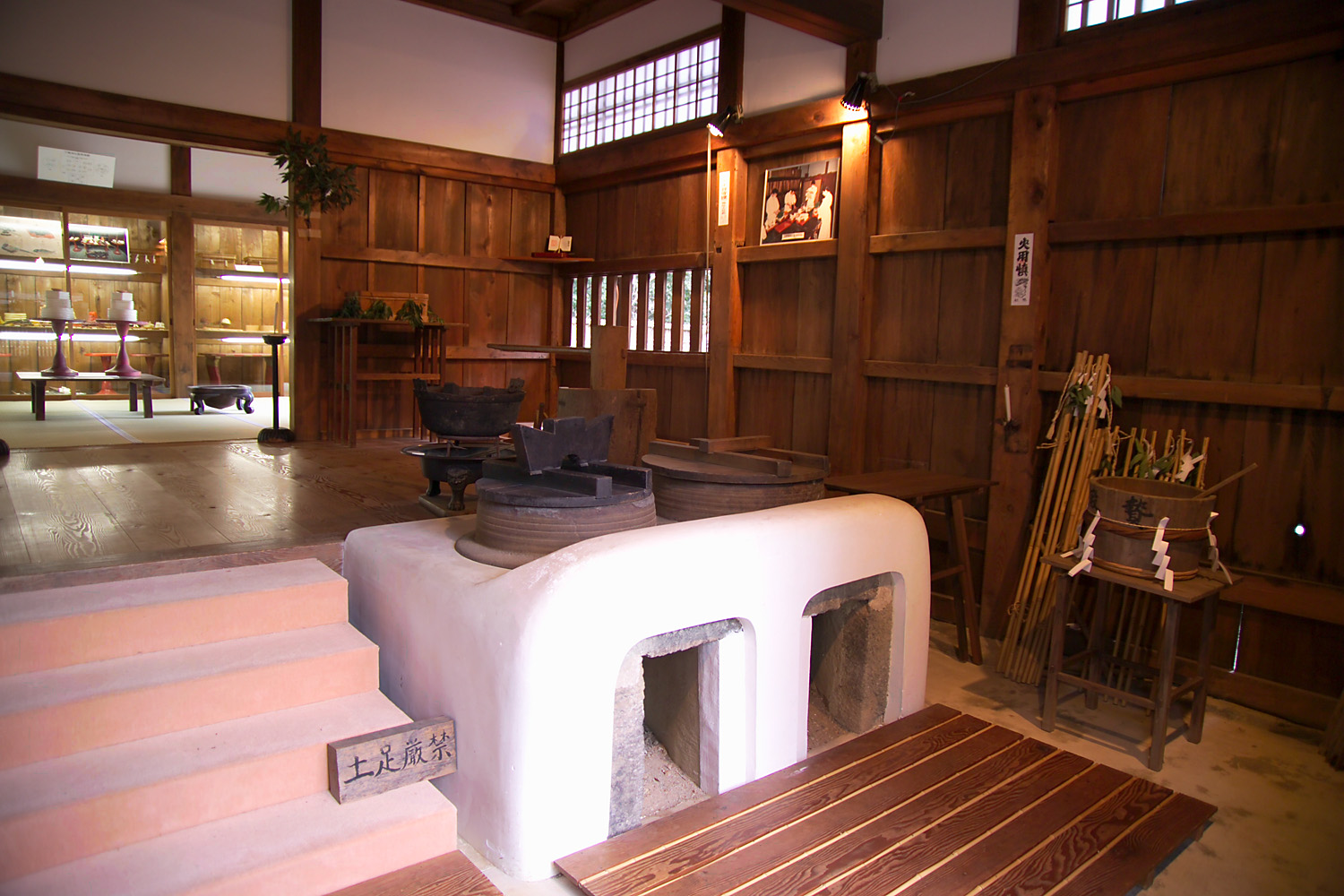
左後方に一対の高坏がみえる

高坏（たかつき）とは、神饌などを奉げる際に御物を載せる台である。

### 折敷

折敷に唐花（家紋）

折敷（おしき）とは、神饌を奉げる際に土器などを載せる台である。折敷を用いた図案として、正方形の角の先を落とした『折敷紋』がある。

### 唐櫃

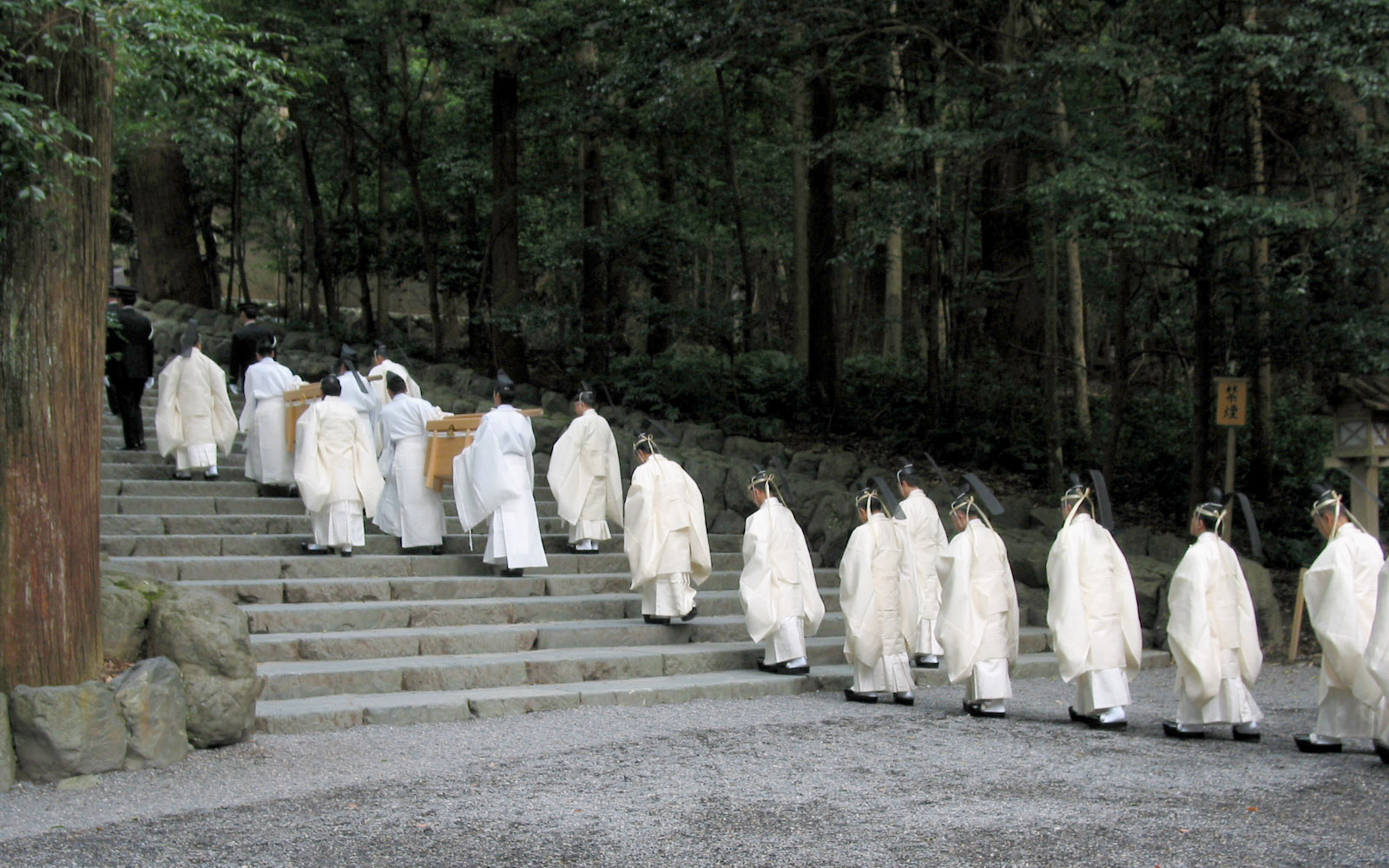
辛櫃を用いて運搬する様子

唐櫃（からひつ）とは、折敷などを運搬する祭に用いる脚のついた箱である。

### 人形・形代

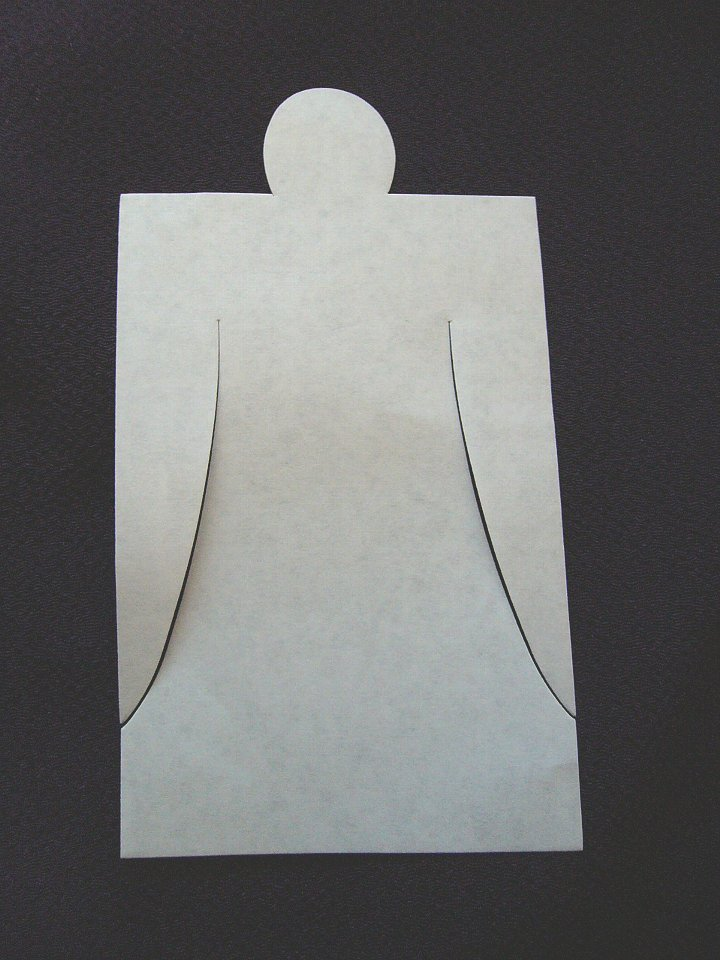

人形（ひとがた）・形代（かたしろ）とは、呪いや厄災を人に代わって引き受けると考えられている、神事に用いられる紙で作られた道具である。

### 神楽鈴

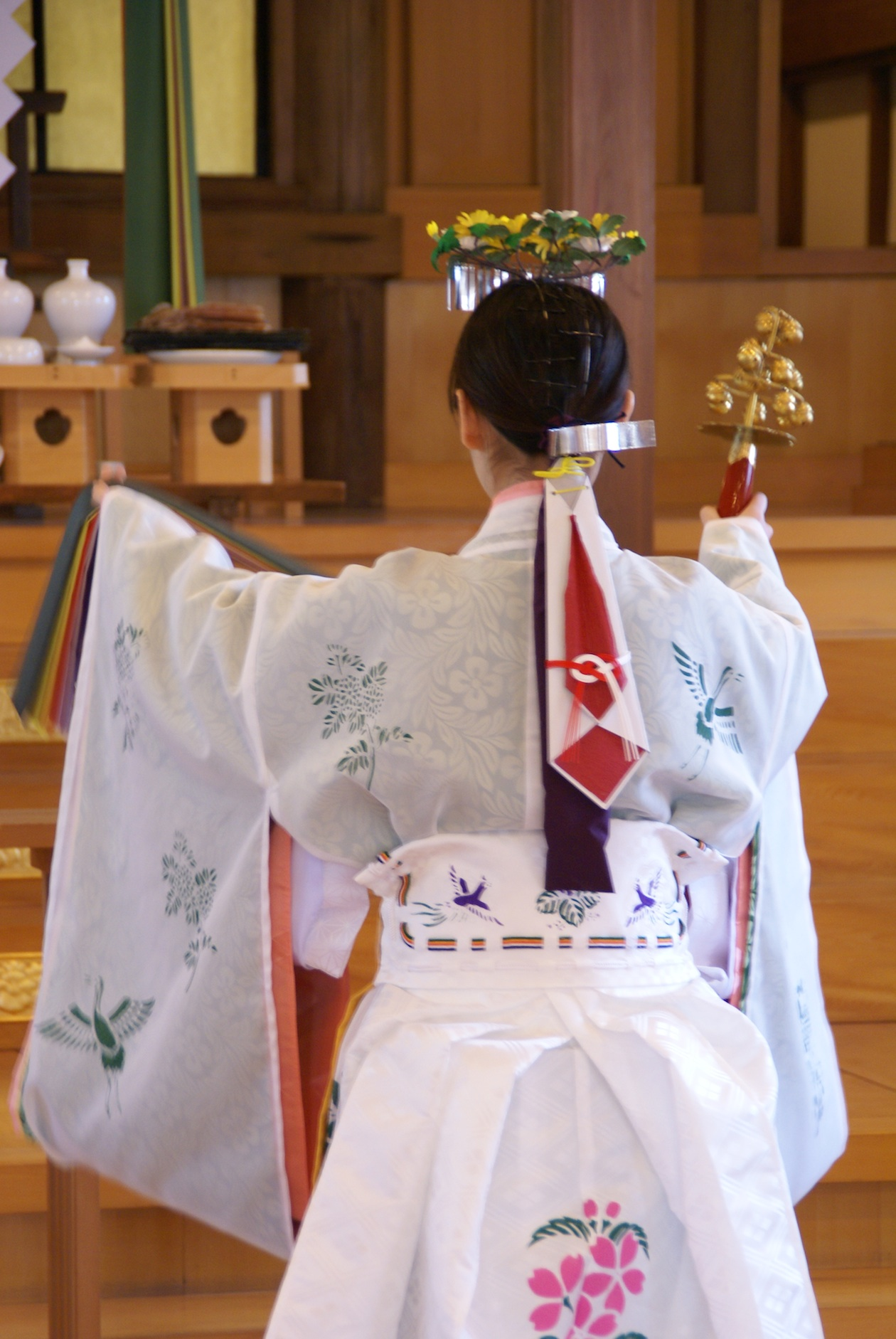
鈴を用いた神楽の様子

神楽鈴（かぐらすず）・鈴とは、神迎えを行う際に用いる道具である。

### 鳥居

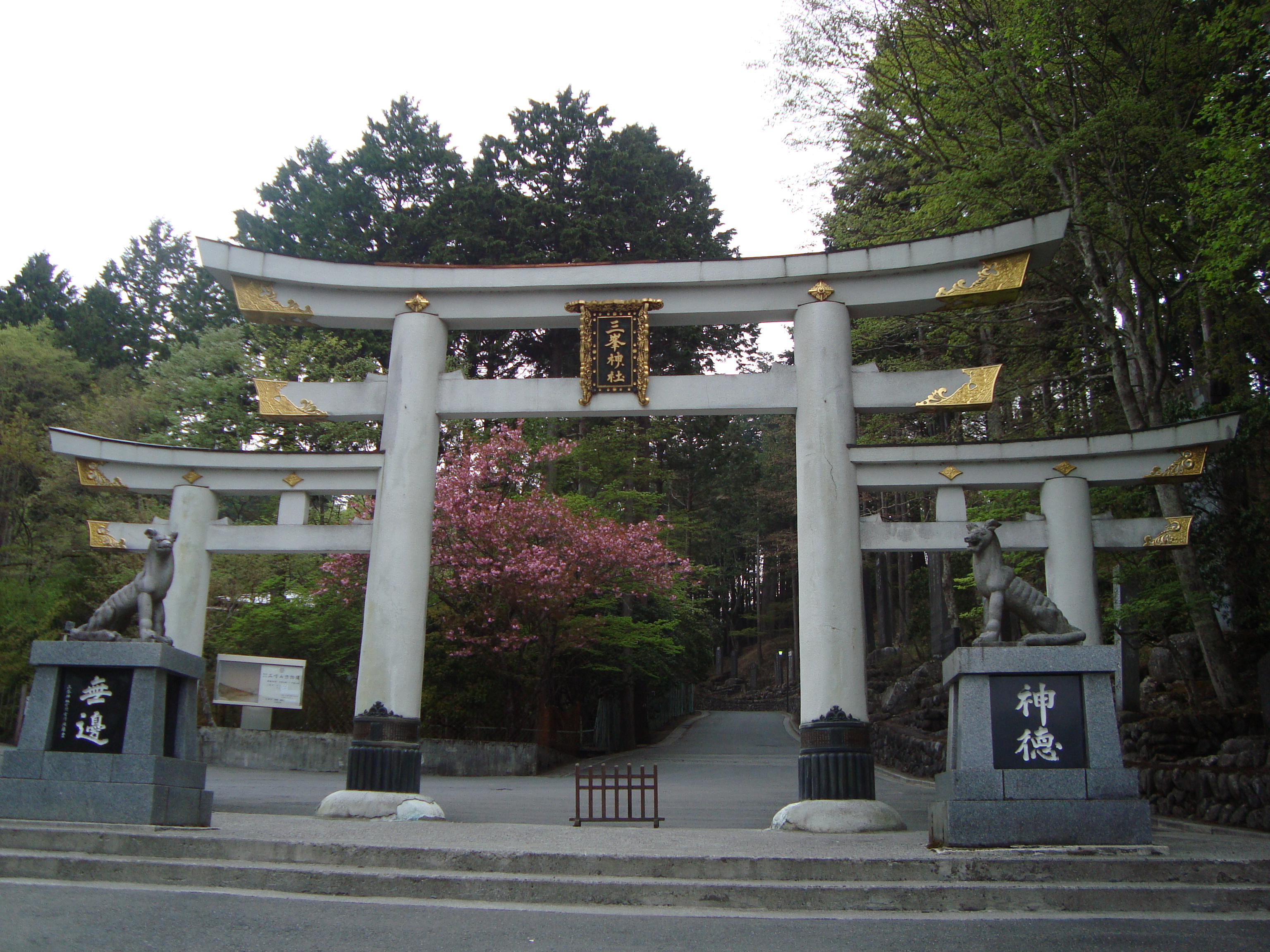
秩父市三峯神社の三ツ鳥居

鳥居（とりい）とは、天門とも神門とも呼ばれ、神域を表す門のようなものである。

### 神輿

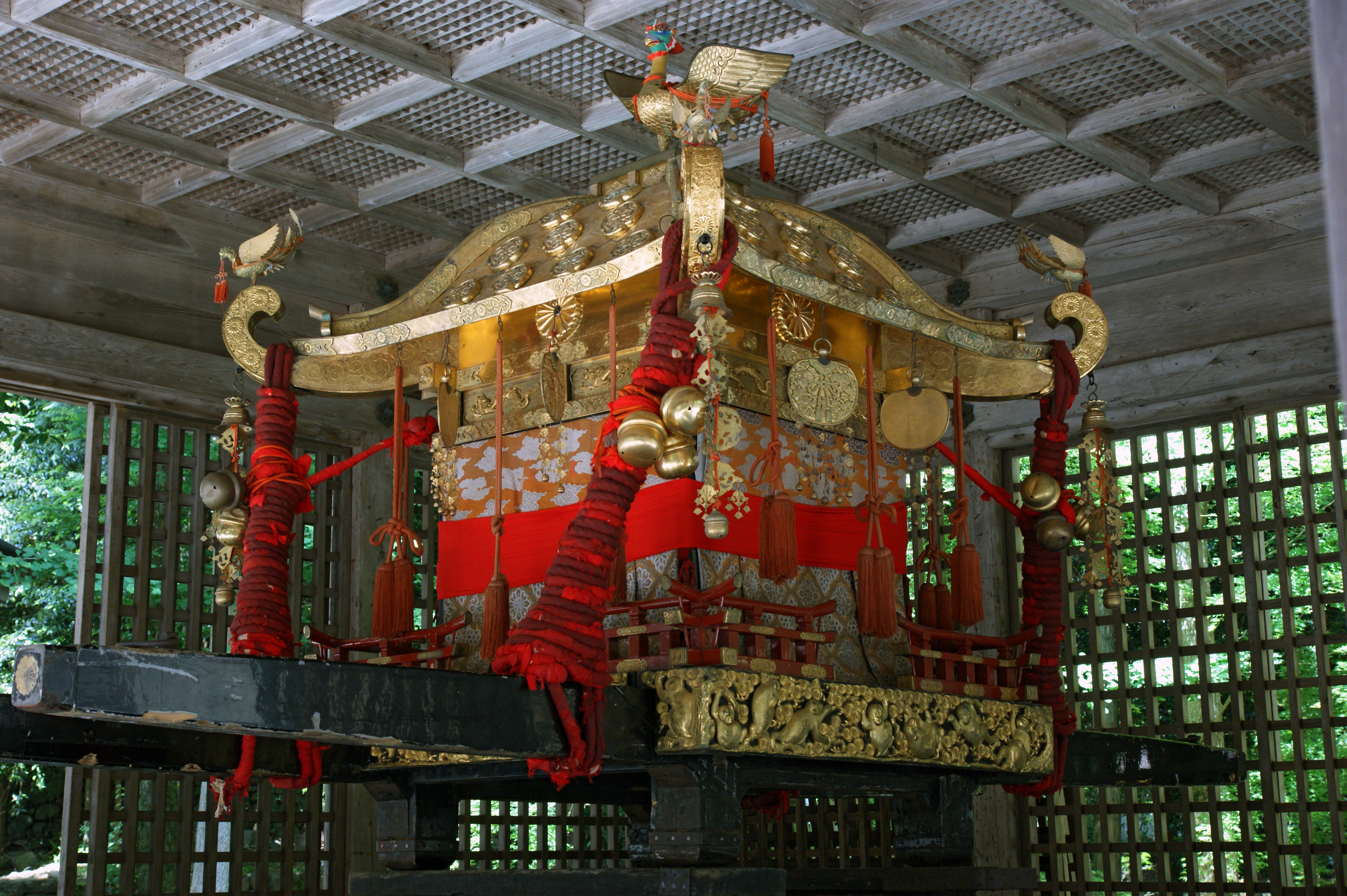
日吉大社の神輿

神輿（みこし）とは、神輿渡御を行う際の神霊の一時的依代となるものである。

### 祝詞幣
祝詞幣（のりとへい）は、出雲大社などで神事に用いる神道用具。祝詞奏上後に「左右左」と振り、祈念する。
- 用い方の例（出雲大社での大祀） - 斎主、祝詞を奏上し、祝詞幣を執って深揖、「左右左」と静かに振る事を三度繰り返し各祈念、深揖、祝詞幣を納め玉串を捧げ神語、拝礼（八開手）を行う。次に斎主、祝詞幣を持って「きよめ」を行う[9]。

### 水器
水器（すいき）は、神前に水を供える場合に用いる。蓋付、蓋無のタイプがあり、素焼土器または、白陶器、金属などの素材で作られる。別名は椀（まり）、水玉（みずたま）、盌（もひ）。

### 掻敷
掻敷（かいしき）は神饌の下に敷くもので、和紙、木の葉（サカキ、カシワ、ヒノキ、ユズリハ、トクラベなど）などを用いるが、出雲大社の特殊神事では海獣（ニホンアシカ）の皮を用いる。なお、和紙を用いる場合は二つ折りにするのが一般的。△に折る場合、吉事は右前とし、凶事は左前とするが、横折の場合も、吉事は右前とし、凶事は左前とする。

### 柳筥
柳筥（やないばこ）は、柳の枝を生糸で編んで作った箱で、神鏡や布帛などを納める。また、短冊や冠や浅沓を乗せる台にもする。柳筥は奈良時代以降の文献から確認ができ、現代の神社や皇室でも用いられる。「柳箱」「楊箱」「楊筥」とも書き「やないば」とも読む。